# Jean Ier (roi de Portugal)
Pour les articles homonymes, voir Jean Ier.
Jean Ier (en portugais João I), né le 11 avril 1357 à Lisbonne et mort dans la même ville le 14 août 1433, est le dixième roi de Portugal du 6 avril 1385 jusqu'à sa mort. Il devient le premier souverain du pays venant de la Maison d'Aviz, après la crise de 1383-1385. L'excellente image laissée par son règne dans l'esprit des Portugais lui vaut le surnom de « Jean Ier de Bon Souvenir » et parfois ceux de « Jean Ier le Grand » ou « Jean Ier le Bon » .

## Biographie

### Jeunesse
Il est le fils illégitime du roi Pierre Ier et de Thérèse Lourenço, une dame galicienne  ou une fille de Vasco Lourenço da Praça, un marchand de Lisbonne . Il a grandi avec son grand-père maternel. En 1364, il est investi grand maître de l'Ordre d'Aviz puis est placé sous la garde du commandant en chef Fernão Rodrigues de Sequeira. Il visite la cour de temps en temps, développant une amitié avec son demi-frère, Jean de Portugal, duc de Valência de Campos et fils d'Inés de Castro .
Sous le règne du roi Ferdinand Ier de Portugal, son demi-frère, Jean est arrêté en 1382 à Évora et condamné à être exécuté, en raison des intrigues de la reine Éléonore Teles de Menezes. Il demande l'aide d'Edmond de Langley, oncle de Philippa de Lancastre, et est libéré. Cet épisode rend Jean prudent .

### La crise de 1383-1385 et la guerre contre la Castille

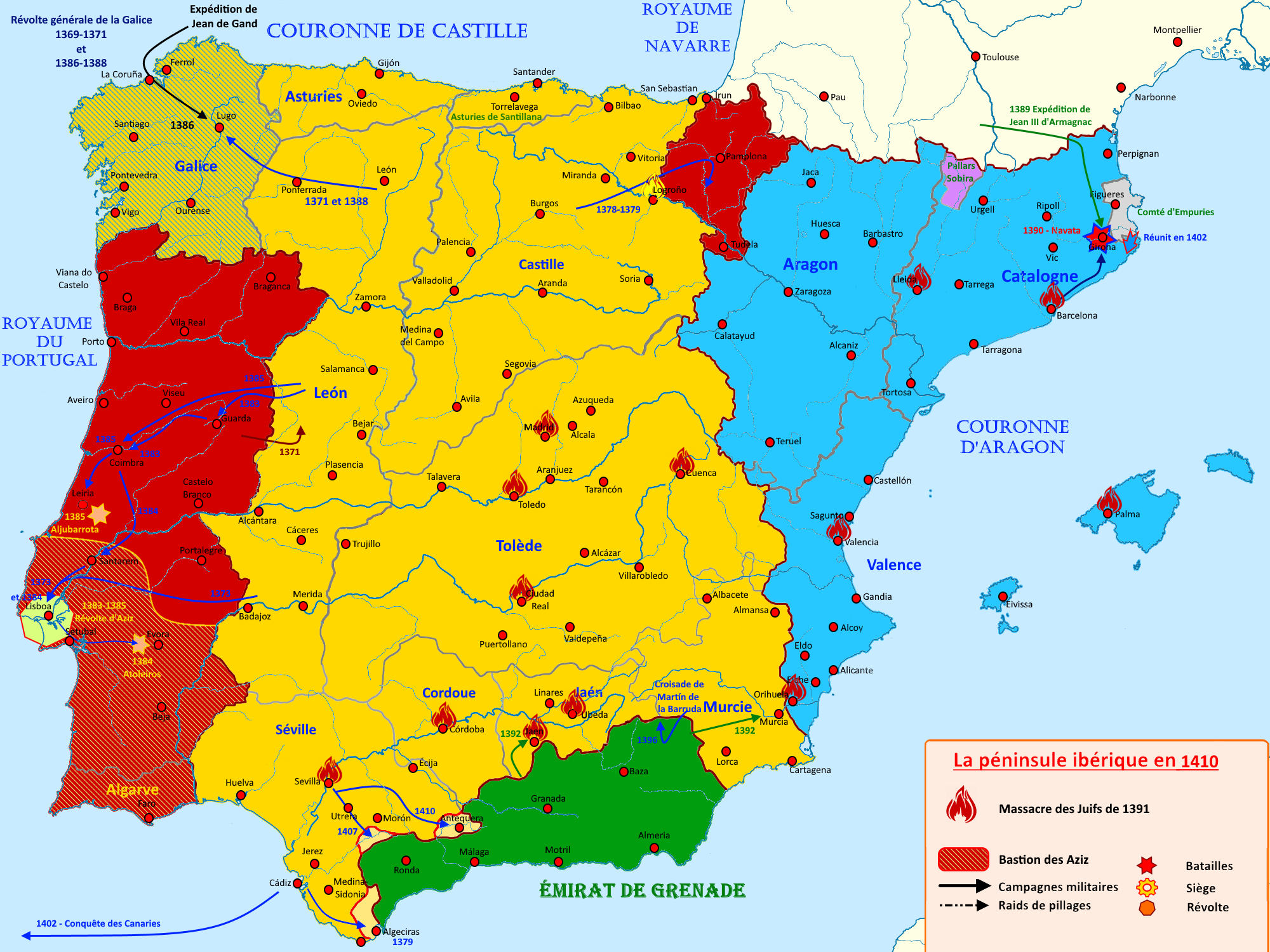
Le royaume du Portugal de 1369 à 1410.

À la mort du roi Ferdinand Ier de Portugal, sans héritier mâle direct, le Portugal risque de perdre son indépendance parce que l’héritière légitime, la princesse Béatrice, est mariée au roi Jean Ier de Castille, avec un contrat de mariage qui prévoit qu'au cas où Béatrice mourrait sans héritier, l'annexion du royaume par la Castille, avec la condition qu'« alors les peuples du Royaume reçussent le Roi de Castille par son Roi et seigneur ». Cette même condition est d'ailleurs nécessaire pour que Béatrice devienne reine (l'expression « recevoir comme roi » a une signification semblable à celui de l'expression « recevoir comme mari ou épouse »).
La régence est donc confiée à la reine veuve Éléonore Teles de Menezes, qui reconnaît sa fille Béatrice comme reine de Portugal, mais qui n'organise son acclamation que le 22 novembre 1383, trente jours après la mort du roi Ferdinand,, et ce uniquement dans certaines villes. À Lisbonne, à Santarém et en d'autres villes, le peuple empêche l'acclamation. De plus, la classe moyenne et une partie de la noblesse rejoint le peuple dans son opposition à la reine Béatrice et son mari, le roi de Castille, par peur de la transformation du Portugal en une province de Castille. À ce rejet s'ajoute un profond dégoût pour la reine veuve dont le prétendu amant, João Fernandes Andeiro, comte d'Ourém, est assassiné par le Maître d'Aviz le 6 décembre (un crime politique qui, commis par d’autres, aurait soulevé l'indignation générale mais qui est ici considéré, par les âmes plus poétiques, comme un « crime shakespearien qui soulève les émotions tragiques », et, par les âmes plus prosaïques, comme une réaction aux tentatives d'acclamation de Béatrice).
Deux prétendants s'opposent à Béatrice : Jean, duc de Valencia de Campos, fils illégitime de Pierre Ier de Portugal et d'Inés de Castro (qui se prévaut d'une légitimité issue d'un prétendu mariage secret de ses parents), puis, en second rang, Jean, le grand maître d'Aviz.
Cette situation débouche sur ce qu'il est convenu d'appeler la crise de 1383-1385, une période d’anarchie et d’instabilité politique pendant laquelle le Portugal n’est gouverné par personne.
Finalement, le 6 avril 1385, les Cortes de Portugal, réunies à Coimbra, proclament le grand maître d'Aviz, Jean Ier, roi de Portugal. Il s'agit, en pratique, d'une véritable déclaration de guerre à la Castille. Peu après, le souverain castillan envahit le Portugal avec la participation d’un détachement de cavalerie française. En face, les Anglais sont alliés à Jean d’Aviz. Jean Ier nomme Nuno Álvares Pereira, connétable de Portugal et l’invasion est repoussée durant l’été après la victoire portugaise d'Aljubarrota le 14 août 1385. La Castille se retire et la couronne de Jean Ier lui est définitivement acquise.

### Le règne deJeanIer

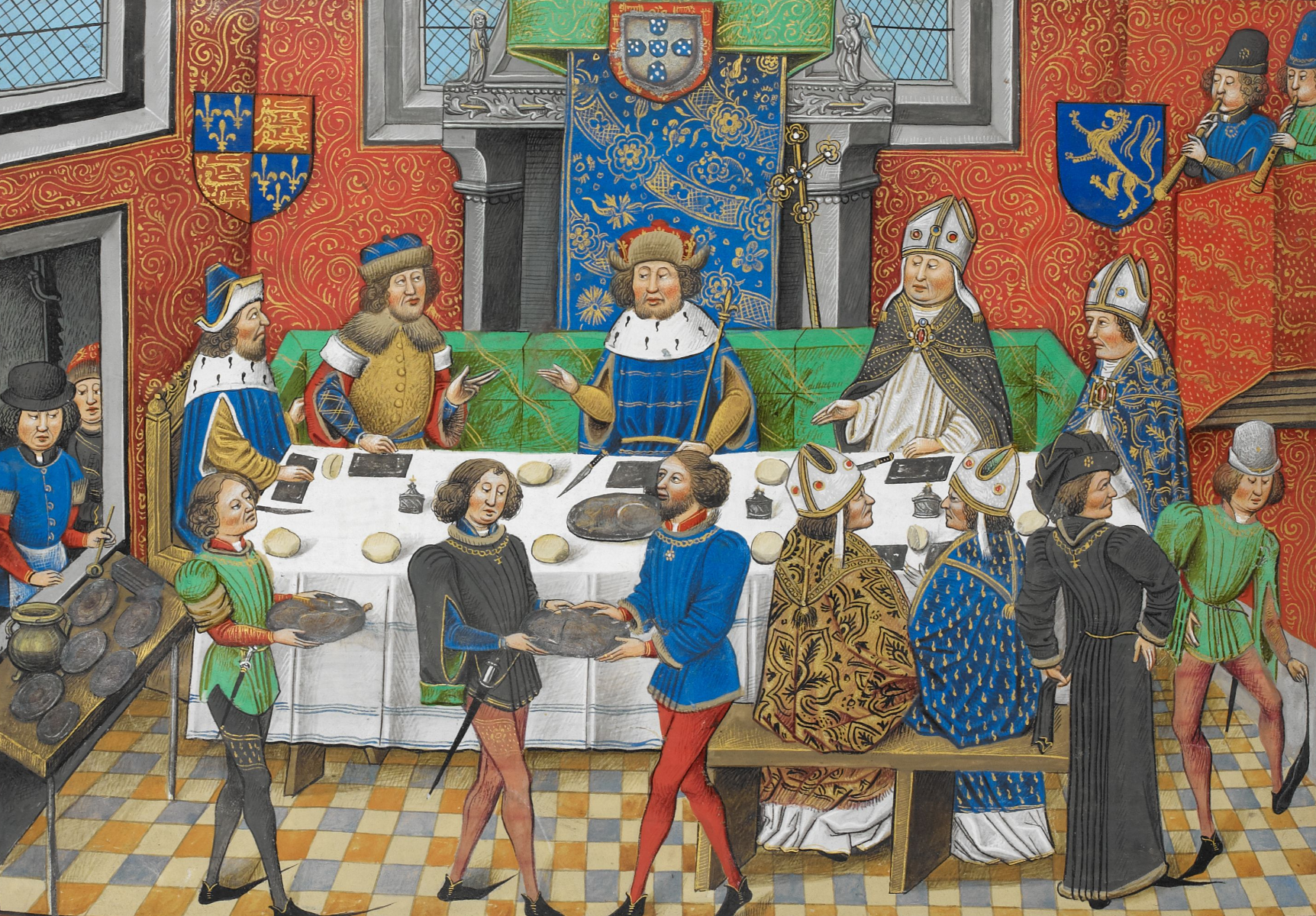
Jean Ier de Portugal (au centre de la table) dîne avec Jean de Gand (à gauche de la table) pendant des négociations menant au Traité de Windsor et au mariage du roi portugais avec Philippa de Lancastre, qui confirment l'Alliance anglo-portugaise.

En 1387, Jean Ier se marie avec Philippa, la fille du duc de Lancastre Jean de Gand, renforçant par des liens familiaux les accords du traité anglo-portugais de 1373.
Après la mort de Jean Ier de Castille, sans descendance avec Béatrice de Portugal, la menace d'avoir un roi castillan sur le trône portugais est définitivement éteinte. Jean Ier de Portugal peut désormais se consacrer au développement économique et social du pays sans conflit avec l'étranger. En 1394, il rachète les biens de la couronne engagés par ses prédécesseurs, limitant ainsi la puissance de l'aristocratie.
Durant la guerre contre la Castille, une partie de la vieille noblesse est restée neutre ; en punition, Jean Ier lui retire sa confiance et une partie de ses fonctions pour les confier à la bourgeoisie au sein de laquelle naît une nouvelle noblesse avec des institutions calquées sur celles de la noblesse anglaise. Le roi réunit de moins en moins souvent les Cortes et tend vers la centralisation du pouvoir.
En 1415, la conquête de Ceuta, une place d’importance stratégique pour le contrôle de la navigation sur la côte africaine, est considérée comme l’achèvement de la Reconquista mais également comme la volonté de marquer un coup d'arrêt aux ambitions de la Castille au Maroc.
La Castille et le Portugal signent le traité d'Ayllón, qui reconnaît l'indépendance portugaise, le 31 octobre 1411 . Il est ratifié le 30 avril 1423 .
Les chroniqueurs contemporains décrivent Jean Ier comme un homme subtil tenant à conserver le pouvoir mais également bienveillant et d'un commerce agréable. L’éducation reçue dans sa jeunesse comme grand maître d'Aviz en fait un roi très cultivé pour l’époque. Son goût pour le savoir est partagé par ses fils : le roi Édouard Ier est un poète et un écrivain, Pierre, duc de Coimbra, est un des princes les plus éclairés de son temps et Henri, duc de Viseu, investit toute sa fortune en recherches liées à la navigation, la marine et la cartographie. Sa fille Isabelle épouse le duc Philippe III de Bourgogne et entretient une cour raffinée et érudite.
Durant son règne, son fils Henri encourage et finance les expéditions à travers les océans, s’établit à Sagres non loin du cap Saint-Vincent et y fonde une ville. Il initie la reconnaissance des côtes africaines et dépasse les îles Canaries.
En 1419, João Gonçalves Zarco, Tristão Vaz Teixeira puis Bartolomeu Perestrelo débarquent à Madère, alors une île déserte .
En 1427, Diogo de Silves découvre les Açores ,.
Jean Ier meurt le 14 août 1433 et est inhumé dans le monastère de Batalha, dont il a ordonné la construction en commémoration de sa victoire à Aljubarrota.

## Descendance
Jean Ier de Portugal est le fondateur de la dynastie d'Aviz qui règne sur le pays jusqu'en 1580, succédant à la maison de Bourgogne.

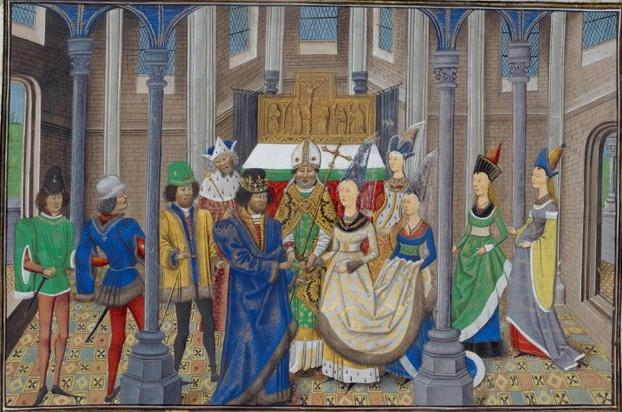
Mariage de Jean Ier et de Philippa de Lancastre (Chronique de France et d'Angleterre, Jean Wavrin, XVe siècle)

Les historiens portugais désignent les enfants de Jean Ier et de Philippa de Lancastre comme l'« Illustre Génération » (Ínclita Geração en portugais) pour souligner la valeur individuelle de chacun de ces princes qui, d’une manière ou d’une autre, ont marqué l’histoire du Portugal et de l’Europe.
Avec Philippa de Lancastre (1360-1415), épousée à Porto le 2 février 1387, le roi a plusieurs enfants dont:
- Blanche (née le 13 juillet 1388 - † 1389) ;
- Alphonse (né le 30 juillet 1390 - † 22 novembre 1400) inhumé dans la cathédrale de Braga ;
- Édouard Ier, roi de Portugal (1391-1438) ;
- Pierre, duc de Coimbra (1392-1449), mort à la bataille d'Alfarrobeira, est régent d’Alphonse V, son neveu ; considéré comme le prince le plus cultivé de son époque ;
- Henri, duc de Viseu, dit le Navigateur (1394-1460), fonde l’École de navigation de Sagres et est le grand animateur des découvertes portugaises ;
- Isabelle (1397-1471), mariée avec Philippe III, duc de Bourgogne, agit au nom de son mari durant diverses rencontres diplomatiques et est considérée comme la réelle gouvernante de la Bourgogne ;
- Blanche (1398) ;
- Jean de Portugal, duc de Beja (1400-1442), grand-père d’Isabelle la Catholique et de Manuel Ier ;
- Ferdinand, le Saint Infant (1402-1443), meurt comme martyr en captivité à Fès après le refus de la Couronne portugaise de rendre Ceuta en échange de sa liberté.

Avec Agnès Pires, il a deux enfants illégitimes :
- Alphonse (1377-1461), premier duc de Bragance (à l'origine de la Maison royale de Bragance qui règne sur le Portugal de 1640 à 1910) ;
- Béatrice (v. 1386-1447), mariée en Angleterre avec Thomas FitzAlan, 5e comte d'Arundel.

## Titulature complète
- de 1385 jusqu'à 1415 : Par la grâce de Dieu, Roi de Portugal et de l'Algarve[17] ;
- de 1415 jusqu'à 1433 : Par la grâce de Dieu, Roi de Portugal et de l'Algarve, et seigneur de Ceuta.

## Armoiries
Selon l'Armorial de Gelre (Folio 67r, Jean Ier d'Aviz, Roi de Portugal), son blason prenait la forme suivante :
| Figure | Blasonnement |
|        | D'argent, à cinq écussons d'azur posées en croix, à cinq besants d'argent posés en sautoir ; à la bordure de gueules, chargée de huit (sept visibles) tours (devrait être des châteaux) d'or et des quatre extrémités de la croix d'Avis de sinople. Cimier : Une tour d'or, ouverte d'azur, une couronne de gueules, sur une capeline d'argent. |

### Sources
- La Chronique de Jean Ier (Crónica de D. João I) fut écrite en trois parties. La première et la deuxième partie par Fernão Lopes, la troisième partie par Gomes Eanes de Zurara, qui reprend entre autres, des documents et sans doute aussi quelques premières rédactions de Fernão Lopes, jugé trop vieux pour la terminer.
- Joaquim Ferreira, História de Portugal.